# Чэнь Шилу
Чэнь Шилу́ (кит. упр. 陈士橹, пиньинь Chén Shìlŭ, 24 сентября 1920 года ― 24 апреля 2016 года) ― китайский учёный, специалист в области лётной механики. Преподаватель и академик Китайской инженерной академии (CAE).

## Биография
Чэнь Шилу родился в уезде Дуньян провинции Чжэцзян в 1920. Получил степень бакалавра авиационной техники в Национальном юго-западном ассоциированном университете в 1945 году, после работал преподавателем в Университете Цинхуа и в Национальном юго-западном ассоциированном университете (1945–1946 гг.) И Университете Цинхуа (1946–1948 гг.). Преподавал в Национальном университете Чао Тунг в качестве лектора в 1948 году. В 1952 году переехал в Восточно-китайский институт аэронавтики.Приехал в Советский Союз в 1956 году и при финансовой поддержке правительства Китая окончил Московский авиационный институт в 1958 году.
Чэнь вернулся в Северо-Западный политехнический университет и основал там кафедру аэрокосмической техники в 1959 году. Исследования Чэня были в основном посвящёны проблемам лётной механики. Он стал иностранным академиком Российской академии астронавтики 29 марта 1994 года. 24 ноября 1997 года Чэнь был избран академиком Китайской инженерной академии за свои достижения в области лётной механики.
Чэнь Шилу скончался 24 апреля 2016 года в возрасте 95 лет в Сиане.